# Бібліотека сімейного читання імені Степана Руданського
Бібліотека сімейного читання імені Степана Руданського Дарницького району м. Києва.

## Адреса
02068 м. Київ, вул. Ревуцького, 6

## Характеристика
Площа приміщення бібліотеки — 150 кв.м., Книжковий фонд — 15.750 тис.примірників. Щорічно обслуговує 3,5 тис. користувачів. Кількість відвідувань за рік — 18.0 тис., книговидач — 63,0 тис. примірників.

## Історія бібліотеки
Бібліотека заснована у 1993 році. У 1998 році їй присвоєно ім'я Степана Руданського. До послуг користувачів бібліотеки абонемент, читальний зал, дитячий куточок. Сучасний дизайн, затишні умови створюють особливу атмосферу бібліотеки. Діяльність бібліотеки спрямована на забезпечення можливості безперервної освіти і навчання, через співпрацю з навчальними закладами різного рівня, надання населенню соціально-побутової інформації, підтримку культурного життя району, проведення різноманітних культурно-просвітницьких заходів, організацією змістовного дозвілля.